# Aeroporto Internazionale di Monterrey
L'Aeroporto Internazionale General Mariano Escobedo (IATA: MTY, ICAO: MMMY) è un aeroporto internazionale situato ad Apodaca e serve la città di Monterrey, nel Messico.

## Strategia
Lo scalo è hub per le compagnie aeree Aviacsa, Aeroméxico, Aeroméxico Connect e Viva Aerobus.
Fino al 2008 ha operato anche la compagnia Aladia.

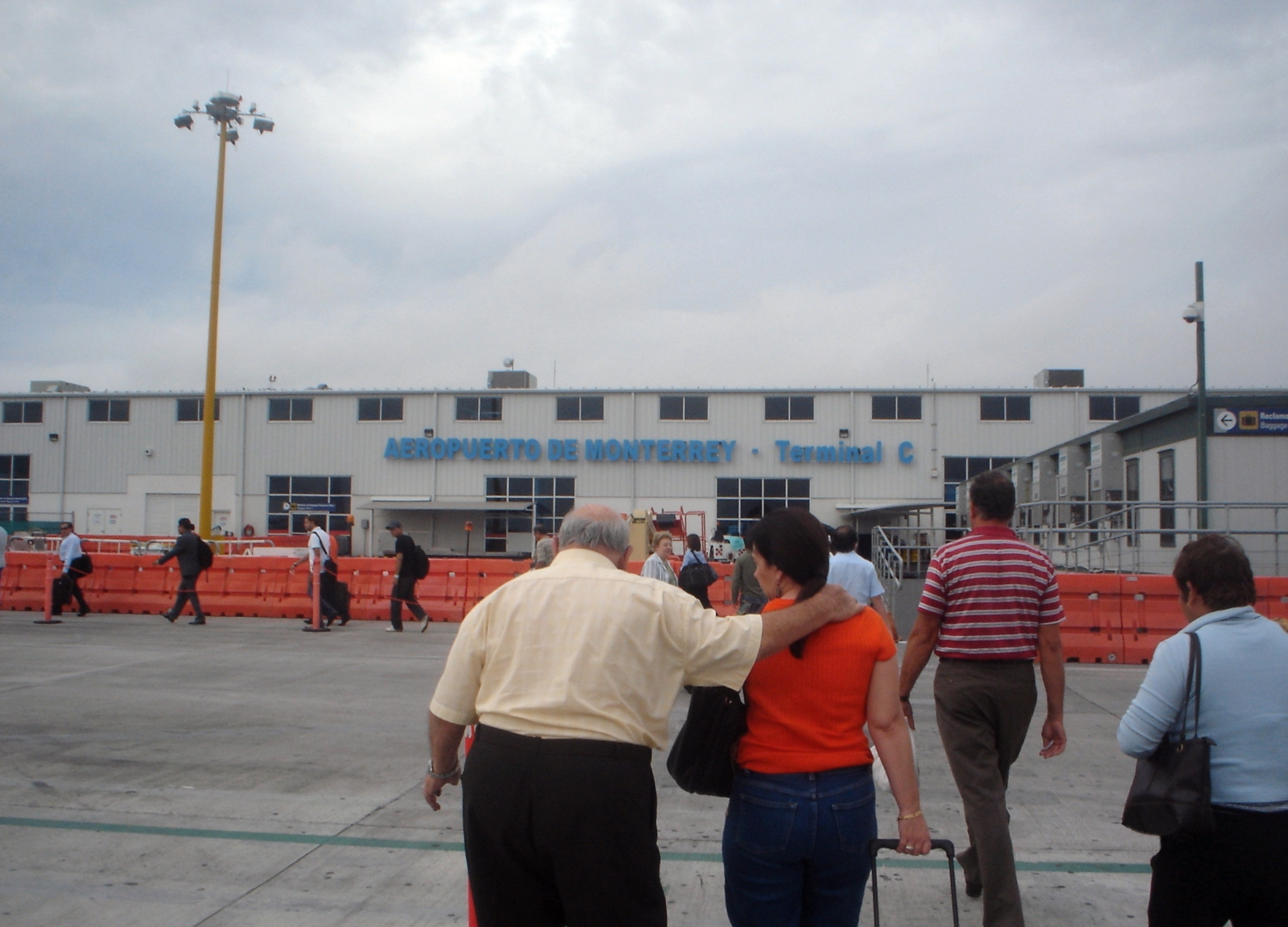
Terminal C.

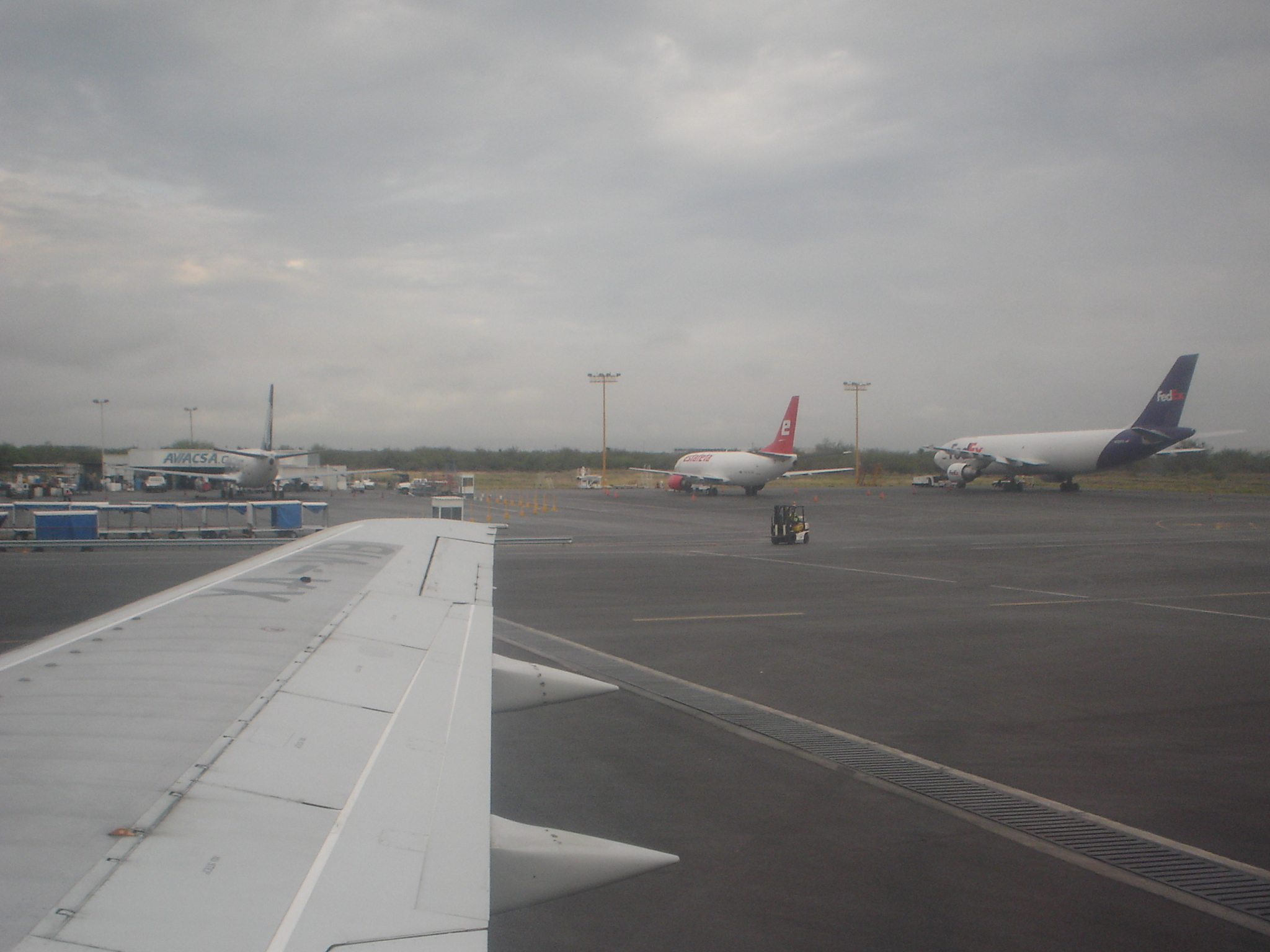
Terminal Cargo.